# Elecciones municipales de San Juan de Lurigancho de 2014
Las elecciones municipales de San Juan de Lurigancho de 2014 se llevaron a cabo el domingo 5 de octubre de 2014 para elegir al alcalde y al Concejo Distrital de San Juan de Lurigancho. La elección se celebró simultáneamente con elecciones regionales y municipales (provinciales y distritales) en todo el Perú.

## Composición del Concejo Distrital de San Juan de Lurigancho
La siguiente tabla muestra la composición del Concejo Distrital de San Juan de Lurigancho antes de las elecciones:
| Partidos | Partidos                  | Regidores |
| -------- | ------------------------- | --------- |
|          | Partido Popular Cristiano | 9         |
|          | Fuerza Social             | 2         |
|          | Siempre Unidos            | 2         |
|          | Perú Posible              | 1         |
|          | Cambio Radical            | 1         |

## Partidos y candidatos
A continuación se muestra una lista de los partidos y candidatos que participaron en la elección: 
| Candidatura | Candidatura | Partidos y alianzas                     | Candidatos | Candidatos                  | Ideología                                                                    | Ref. |
| ----------- | ----------- | --------------------------------------- | ---------- | --------------------------- | ---------------------------------------------------------------------------- | ---- |
|             |             | Lista - Acción Popular (AP)             |            | Santiago Calsina Turpo      | Partido atrapalotodo                                                         |      |
|             |             | Lista - Alianza para el Progreso (APP)  |            | Juan Navarro Jiménez        | Liberalismo económico Conservadurismo liberal                                |      |
|             |             | Lista - Democracia Directa (DD)         |            | Bertha Tantan Huaccan       | Socialismo Ecologismo Agrarismo                                              |      |
|             |             | Lista - Diálogo Vecinal                 |            | Mauricio Rabanal Torres     | Localismo limeño Progresismo Socialdemocracia Descentralismo                 |      |
|             |             | Lista - Frente Amplio (FA)              |            | Heli Paredes Velasquez      | Socialismo Ecologismo Socialdemocracia Descentralización                     |      |
|             |             | Lista - Fuerza Popular (FP)             |            | Miguel Medina Matos         | Fujimorismo Conservadurismo social Populismo de derecha                      |      |
|             |             | Lista - Partido Aprista Peruano (APRA)  |            | Antonio Aucca Reyes         | Aprismo Conservadurismo social Populismo de derecha                          |      |
|             |             | Lista - Partido Humanista Peruano (PHP) |            | Victor Zazzali Peña         | Humanismo Progresismo Reformismo                                             |      |
|             |             | Lista - Partido Popular Cristiano (PPC) |            | Carlos Chavez Washing       | Democracia cristiana Conservadurismo social Liberalismo económico            |      |
|             |             | Lista - Perú Patria Segura (PPS)        |            | Edgard Morales Lobaton      | Fujimorismo Conservadurismo liberal Liberalismo económico                    |      |
|             |             | Lista - Perú Posible (PP)               |            | Marcial Salinas Flores      | Partido atrapalotodo                                                         |      |
|             |             | Lista - Restauración Nacional (RN)      |            | Joaquin Rosas Javier        | Liberalismo económico Conservadurismo social Humanismo cristiano Evangelismo |      |
|             |             | Lista - Siempre Unidos (SU)             |            | Francesca Chiroque Vallejos | Fujimorismo Partido atrapalotodo                                             |      |
|             |             | Lista - Solidaridad Nacional (SN)       |            | David Nestares Silva        | Conservadurismo liberal Liberalismo económico                                |      |
|             |             | Lista - Somos Perú (SP)                 |            | Jesús Maldonado Amao        | Democracia cristiana Conservadurismo social                                  |      |
|             |             | Lista - Vamos Perú (VP)                 |            | Gloria Castañeda Solis      | Populismo Partido atrapalotodo                                               |      |

## Resultados

### Sumario general
| Partidos y coaliciones                                                                               | Partidos y coaliciones                   | Voto popular | Voto popular | Voto popular | Regidores | Regidores |
| Partidos y coaliciones                                                                               | Partidos y coaliciones                   | Votos        | %            | +/−          | Total     | +/−       |
| --- | ---------------------------------------- | ------------ | ------------ | ------------ | --------- | --------- |
| | Alianza para el Progreso (APP)           | 143,970      | 28.96        |              | 9         |           |
| | Solidaridad Nacional (SN)                | 111,149      | 22.36        |              | 3         |           |
| | Lista Independiente N° 1 Diálogo Vecinal | 57,683       | 11.60        |              | 1         |           |
| | Fuerza Popular (FP)                      | 50,330       | 10.12        |              | 1         |           |
| | Somos Perú (SP)                          | 38,862       | 7.81         |              | 1         |           |
| | Partido Aprista Peruano (APRA)           | 22,182       | 4.46         |              | 0         |           |
| | Siempre Unidos (SU)                      | 17,380       | 3.49         |              | 0         |           |
| | Partido Popular Cristiano (PPC)          | 13,875       | 2.79         |              | 0         |           |
| | Restauración Nacional (RN)               | 9,111        | 1.83         |              | 0         |           |
| | Perú Patria Segura (PPS)                 | 7,450        | 1.49         |              | 0         |           |
| | Democracia Directa (DD)1                 | 7,261        | 1.46         |              | 0         |           |
| | Acción Popular (AP)                      | 5,475        | 1.10         |              | 0         |           |
| | Vamos Perú (VP)                          | 4,160        | 0.83         |              | 0         |           |
| | Perú Posible (PP)                        | 3,576        | 0.71         |              | 0         |           |
| | Partido Humanista Peruano (PHP)          | 2,948        | 0.59         |              | 0         |           |
| | Frente Amplio (FA)                       | 1,634        | 0.32         |              | 0         |           |
| |                                          |              |              |              |           |           |
| Total                                                                                                | Total                                    | 497,046      |              |              | 15        | ±0        |
| |                                          |              |              |              |           |           |
| Votos válidos                                                                                        | Votos válidos                            | 497,046      | 87.51        |              |           |           |
| Votos en blanco                                                                                      | Votos en blanco                          | 21,997       | 3.87         |              |           |           |
| Votos nulos                                                                                          | Votos nulos                              | 48,940       | 8.62         |              |           |           |
| Votos emitidos                                                                                       | Votos emitidos                           | 567,983      | 100.00       |              |           |           |
| Abstenciones                                                                                         |                                          |              |              |              |           |           |
| Votantes registrados                                                                                 | Votantes registrados                     | 662,534      |              |              |           |           |
| |                                          |              |              |              |           |           |
| Fuente:                                                                                              |                                          |              |              |              |           |           |
| Notas al pie: 1 Comparado con los resultados de Fonavistas del Perú (FDP) en las elecciones de 2010. |                                          |              |              |              |           |           |
| Notas al pie:                                                                                        |                                          |              |              |              |           |           |
| 1 Comparado con los resultados de Fonavistas del Perú (FDP) en las elecciones de 2010.               |                                          |              |              |              |           |           |

### Concejo Distrital de San Juan de Lurigancho
| Cargo                                        | Autoridad electa           | Partido político | Partido político         |
| -------------------------------------------- | -------------------------- | ---------------- | ------------------------ |
| Alcalde Distrital de San Juan de Lurigancho  | Juan Navarro Jiménez       |                  | Alianza para el Progreso |
| Regidor Distrital de San Juan de Lurigancho  | Edgar Cotrina Alva         |                  | Alianza para el Progreso |
| Regidor Distrital de San Juan de Lurigancho  | Mario Leon Ninahuanca      |                  | Alianza para el Progreso |
| Regidora Distrital de San Juan de Lurigancho | Sandra Sudario Guerra      |                  | Alianza para el Progreso |
| Regidor Distrital de San Juan de Lurigancho  | Gerald Meneses Principe    |                  | Alianza para el Progreso |
| Regidora Distrital de San Juan de Lurigancho | Rosaura Lara Poma          |                  | Alianza para el Progreso |
| Regidor Distrital de San Juan de Lurigancho  | Cesar Salazar Aysanoa      |                  | Alianza para el Progreso |
| Regidora Distrital de San Juan de Lurigancho | Pamela Pumacayahua Quispe  |                  | Alianza para el Progreso |
| Regidora Distrital de San Juan de Lurigancho | Julia Quispe Romero        |                  | Alianza para el Progreso |
| Regidor Distrital de San Juan de Lurigancho  | Hober Medrano Aguilar      |                  | Alianza para el Progreso |
| Regidor Distrital de San Juan de Lurigancho  | David Nestares Silva       |                  | Solidaridad Nacional     |
| Regidor Distrital de San Juan de Lurigancho  | Patricio Garcia Richardzon |                  | Solidaridad Nacional     |
| Regidor Distrital de San Juan de Lurigancho  | Claudio Gregorio Segura    |                  | Solidaridad Nacional     |
| Regidor Distrital de San Juan de Lurigancho  | Cesar Guido Quintana       |                  | Diálogo Vecinal          |
| Regidora Distrital de San Juan de Lurigancho | Sabina Alarcón Solís       |                  | Fuerza Popular           |
| Regidor Distrital de San Juan de Lurigancho  | Leoncio Manchego Pilco     |                  | Somos Perú               |